# Astragalus antalyensis
Astragalus antalyensis är en ärtväxtart som beskrevs av A.Duran och Dieter Podlech. Astragalus antalyensis ingår i släktet vedlar, och familjen ärtväxter. Inga underarter finns listade i Catalogue of Life.